# Hẹp van hai lá
Hẹp van hai lá là một bệnh van tim đặc trưng bởi sự hẹp lỗ van hai lá của tim.

## Dịch tễ
Trong 100 000 người thì có khoảng 50-80 bệnh nhân bị hẹp van hai lá, phổ biến ở phụ nữ, gấp 3 lần nam giới. Bệnh chủ yếu gặp ở các nước chậm phát triển và nông thôn mắc nhiều hơn thành thị do điều kiện kinh tế thấp. Khởi phát triệu chứng thường xảy ra trong vòng 40-50 năm, quá trình xảy ra nhiều biến chứng phức tạp, có thể đưa đến tàn phế. Hẹp van hai lá bẩm sinh là rất hiếm.

## Tổng quan
Trong chu kỳ hoạt động sinh lý bình thường, van hai lá mở ra trong lúc tâm thất trái ở thời kỳ tâm trương để cho máu đi từ tâm nhĩ trái xuống tâm thất trái. Dòng máu di chuyển là do trong khoảng thời gian này của chu chuyển tim, áp suất trong tâm thất trái thấp hơn áp suất trong tâm nhĩ trái, và máu di chuyển theo bậc thang gradient. Khi van hai lá bị hẹp, lá van không mở ra hoàn toàn, và để đưa cùng một lượng máu từ nhĩ trái xuống thất trái cần một áp lực lớn hơn bình thường nhằm chống lại bậc thang nồng độ gradient lớn hơn.

## Nguyên nhân

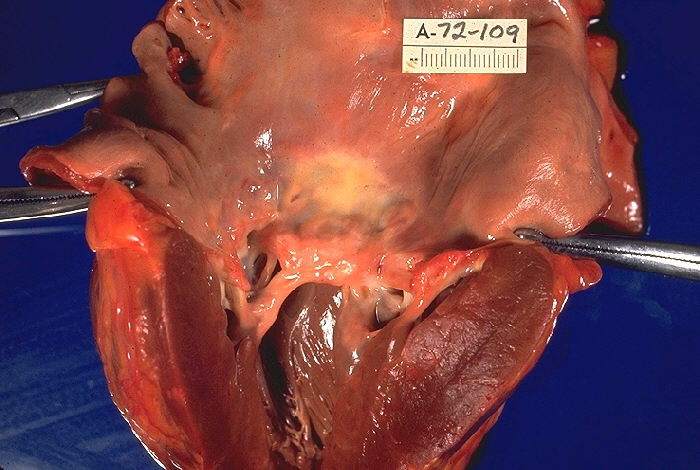
Một trường hợp thấp tim được khám nghiệm tử thi với các đặc điểm dày van hai lá, dày thừng gân, phì đại cơ tim tại tâm thất.

Phần lớn các trường hợp hẹp van hai lá là do biến chứng tại tim của sốt thấp khớp và dẫn tới thấp tim. Các nguyên nhân gây hẹp van hai lá ít phổi biến hơn là:
- Sự vôi hóa van hai lá, vòng van hai lá
- Mảng sùi trong viêm nội tâm mạc
- Biến chứng của carcinoid ác tính
- Lupus, viêm đa khớp dạng thấp
- Điều trị với methysergide
- Khiếm khuyết biến dưỡng di truyền (bệnh Hunter-Hurler, bệnh Fabry, bệnh Whipple).[3]

## Sinh lý bệnh
Diện tích bình thường của lỗ van hai lá là vào khoảng từ 4 đến 6 cm². Trong những điều kiện bình thường, một lá van bình thường sẽ không cản trở dòng máu từ tâm nhĩ trái xuống tâm thất trái trong thời kỳ tâm trương, và áp suất trong tâm nhĩ trái và tâm thất trái trong thời kỳ thất trương là bằng nhau. Kết quả là tâm thất trái được đổ đầy sớm trong thời kỳ thất trương, với chỉ một phần nhỏ máu được phân phối giúp co tâm nhĩ trái trong cuối thời kỳ tâm trương.
Khi diện tích lỗ van hai lá thấp hơn 2 cm², lá van sẽ cản trở dòng chảy của máu xuống thất trái, tạo ra một bậc thang áp lực về hai phía của lá van. Sự chênh lệch áp lực này sẽ tăng lên khi tăng nhịp tim hay cung lượng tim. Khi độ chênh áp suất về hai phía van hai lá tăng lên, thời gian cần thiết để đổ đầy tâm thất trái dài hơn. Do đó, thất trái cần nhĩ trái co bóp mạnh để đổ đầy máu. Khi nhịp tim tăng, thời gian cần để thất trái đổ đầy máu (kỳ tâm thu) giảm xuống. Khi nhịp tim tăng lên đến một mức xác định, thời gian tâm trương không đủ để tâm thất đổ đầy máu và áp suất tâm nhĩ không tăng đủ dẫn đến sung huyết phổi.